# Evangelische Hochschule Darmstadt

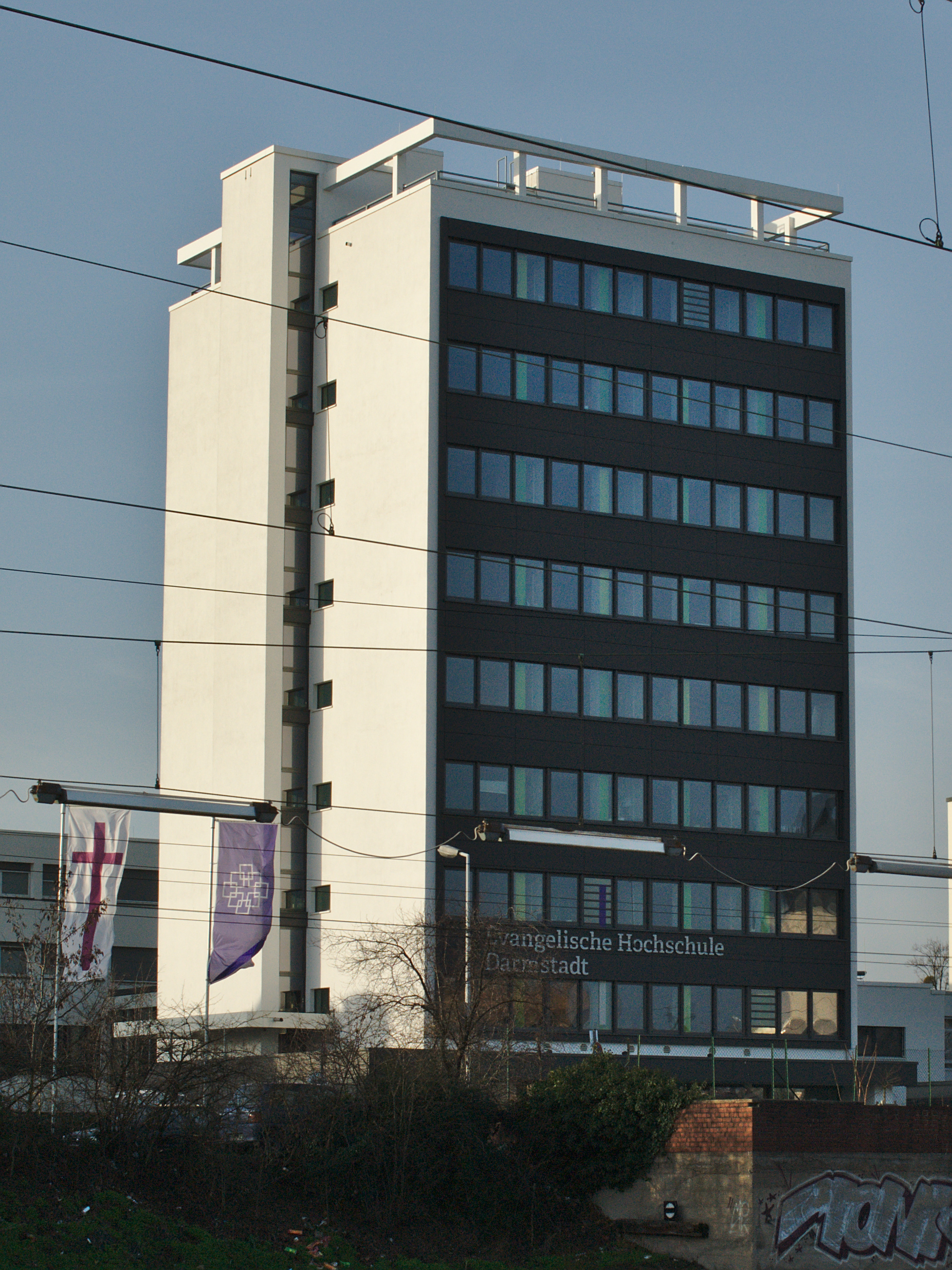
Hauptgebäude der EHD, Blick vom Hauptbahnhof

Die Evangelische Hochschule Darmstadt (EHD) (bis 2011 Evangelische Fachhochschule Darmstadt (EFH)) ist eine kirchliche Hochschule mit dem Schwerpunkt im Sozial- und Gesundheitswesen.

## Die Hochschule
Die Evangelische Hochschule Darmstadt ist eine staatlich anerkannte Hochschule für angewandte Wissenschaften (HAW) in kirchlicher Trägerschaft. Die EHD ist Mitglied der Hochschulen für Angewandte Wissenschaften Hessen. Sie wurde 1971 durch die Evangelische Kirche in Hessen und Nassau errichtet. Träger ist die Evangelische Kirche in Hessen und Nassau in Kooperation mit der Evangelischen Kirche von Kurhessen-Waldeck. Die Hephata Diakonie in Schwalmstadt-Treysa ist zweiter Studienstandort.
Die Studiengänge der Evangelischen Hochschule Darmstadt qualifizieren für das Sozial- und Gesundheitswesen und den kirchlichen Dienst.
An der Evangelischen Hochschule Darmstadt kann jeder mit einer für Hessen gültigen Hochschulzugangsberechtigung (HZB) studieren, unabhängig von Nationalität und Religion.

## Geschichte
Die Wurzeln der Evangelischen Hochschule Darmstadt reichen zu Beginn des vorigen Jahrhunderts zurück. Am 19. Juli 1929 erhielt die vom Hessischen Diakonie-Verein 1927 gegründete „Wohlfahrts- und Pfarrgehilfinnenschule“ durch den Hessischen Minister des Inneren die staatliche Anerkennung als Wohlfahrtsschule. Am 3. Mai 1949 begann das Elisabethenstift in Darmstadt mit dem ersten Kursus seine „Bibelschule – Kirchlich anerkannte Frauenschule für den Dienst in der Kirche und Inneren Mission“. Der wechselvolle Weg beider Einrichtungen aus verschiedenen Wurzeln der Diakonie mündete in die 1971 gegründete Evangelische Fachhochschule Darmstadt. Deren Fachbereiche „Sozialarbeit“, „Sozialpädagogik“ und „Kirchliche Gemeindepraxis“ setzen unter gewandelten gesellschaftlichen und kirchlichen Bedingungen ihre Geschichte fort.
Im Mai 2025 beschlossen die Landessynoden der Evangelischen Kirche von Kurhessen-Waldeck und der Evangelischen Kirche in Hessen und Nassau sowie die Mitgliederversammlung des CVJM-Gesamtverband in Deutschland den Zusammenschluss der CVJM-Hochschule und der Evangelischen Hochschule Darmstadt unter dem künftigen Namen „Evangelische Hochschule Hessen“.

## Studiengänge
Bachelorstudiengänge
- Soziale Arbeit
- Diakonik/Gemeindepädagogik und Soziale Arbeit
- Kindheitspädagogik
- Inclusive Education / Heilpädagogik
- Pflege und Gesundheitsförderung
- Lebensweltorientierte Gesundheitsförderung

Masterstudiengänge
Konsekutiv:
- Soziale Arbeit
- Inclusive Education / Heilpädagogik
- Pflege- und Gesundheitswissenschaften
- Religionspädagogik

Weiterbildend (und berufsbegleitend):
- Psychosoziale Beratung
- Inklusive Veränderungsprozesse in Organisationen
- Nonprofit Management

Zertifikatsstudium
- Gemeindepädagogik

## Präsidium

### Präsidenten
- Alexa Köhler-Offierski (Präsidentin von 1994 bis 2014)
- Marion Großklaus-Seidel (Präsidentin von 2014 bis 2019)
- Willehad Lanwer (Präsident von 2019 bis 2022)
- Uwe Becker (Präsident seit 2022)

### Vizepräsidenten
- Michael Vilain (Vizepräsident für Forschung, Transfer und Internationales seit 2019)[6]
- Michael Schilder (Vizepräsident für Studium und Lehre seit 2022)

### Kanzler
- Arne Lankenau (Kanzler seit 2014)

## Persönlichkeiten
- Ferdinand H. Barth (1932–2005), Mitbegründer und Rektor der Evangelischen Fachhochschule Darmstadt
- Ulrike Höhmann (* 1956), Pflegewissenschaftlerin
- Jörg Kniffka (1941–2008), Pfarrer, Theologe, Soziologe
- Monika Krohwinkel (* 1941), Pflegewissenschaftlerin
- Werner Licharz (1938–2015), Theologe und Pädagoge